# Ель-Хусун
Ель-Хусун (араб. الحصن) — місто на півночому заході Йорданії. Розташоване в провінції Ірбід за 65 км на північ від Амману й близько 7 км на південь від Ірбіду. Місто відоме завдяки своїй сільськогосодарській продукціі — вину, пшениці, оливковій олії, а також одній з найстаріших церков Йорданії. За переписом 2015 року, населення Ель-Хусуна становить 35 085 осіб.

## Історія

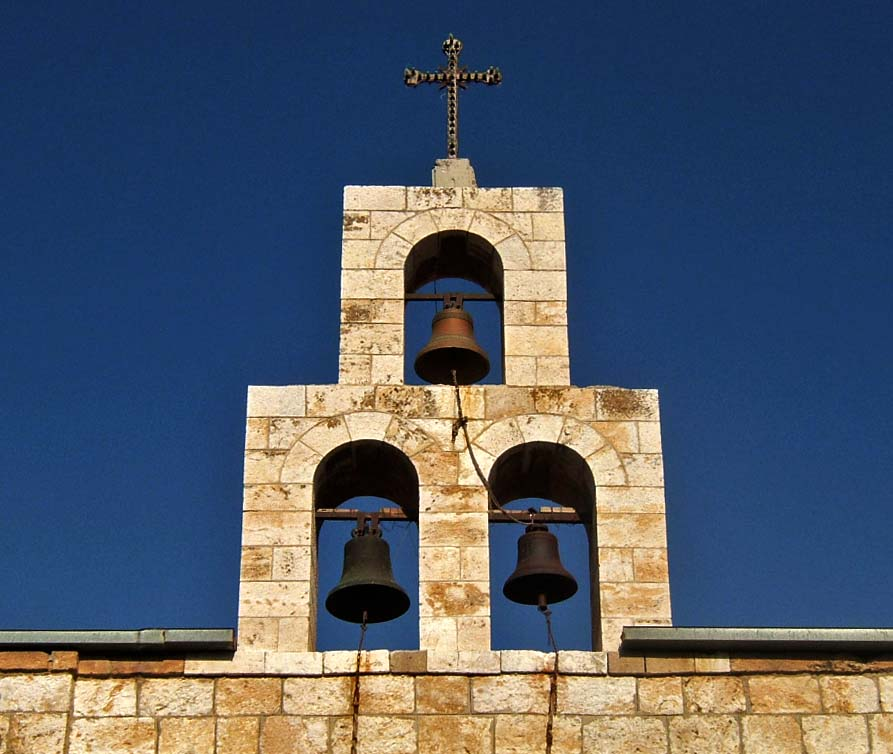
Православна церква Ель-Хусуна

Ель-Хусун — одне з ймовірних місць розташування античного Діона, що входив до об'єднання десяти міст — Декаполіса.
В Ель-Хусуні розташована православна церква, що є однією з найстаріших у Йорданії. Перша будівля цієї церкви, що датувалася II століттям н. е., була зруйнована в 1680 році османською армією. В 1886 році церква була відбудована громадою місцевих християн. Також як Ель-Фухейс, Ель-Хусун має достатньо велику частку християнського населення, зокрема мелькітів.
У 1596 році місто з'явилося в османських дефтерах (податкових реєстрах) під назвою Ель-Хусун. Воно розташовувалося в нахії (окрузі) Бані-Атія, що відносився до санджаку Хавран. Його населення складалося з 24 сімей та 15 неодружених чоловіків, усі з яких були мусульманами.
У 1806 році відомий німецький мандрівник Ульріх Зеетцен, що прибув до Ель-Хусуна, був прийнятий шейхом Абдаллою Ганмою. У книжці, де описуються його східні подорожі, Зеетцен розповідає, що коли він дістався Ель-Хусуна і запитав про шейха міста, його направили до резиденції Абдалли, в якій він пробув два тижні.
У 1812 році до Ель-Хусуна також прибув швейцарський турист і першовідкривач Петри Йоганн Людвіг Буркгардт. Він теж став гостем шейха Абдалли Ганми на десять днів. Ці обидва мандрівники, описуючи своє перебування в Ель-Хусуні, висловлювали компліменти, вдячність і повагу.
У 1838 році переважну більшість населення Ель-Хусуна становили мусульмани-суніти та православні християни.

## Пам'ятки
У північній частині Ель-Хусуна розташований тель (штучний пагорб) часів Римської імперії, який місцеві жителі називають «Ель-Тааль». Раніше Ель-Тааль, висота якого становить приблизно 200 метрів, належав родині Нусайрат, проте згодом був націоналізований урядом Йорданії. За місцевою легендою, під телем знаходяться руїни замку або візантійської церкви, що дала назву міста, яка перекладається з арабської як за́мок. До того ж, поруч із містом розташований однойменний табір для палестинських біженців.